# Messor muticus
Messor muticus (лат.) — вид муравьёв-жнецов рода Messor (триба Pheidolini, подсемейство Мирмицины). Ранее рассматривался в качестве синонима вида Messor structor, известного под русским именем Степной муравей-жнец, или европейский муравей-жнец, который под названием Messor clivorum Ruzsky включён в Красную книгу Республики Татарстан. Учитывая сложную таксономическую историю, вопрос отнесения русского названия к конкретному латинскому (Messor muticus или Messor clivorum) остаётся дискуссионным и требует новой ревизии фауны России.

## Распространение
В ревизованном таксономическом объёме (с 2018) встречается в таких странах Евразии как Армения, Казахстан, Кыргызстан, Румыния, Россия, Украина.

## Описание
Основная окраска красновато-коричневая. Размеры рабочих и полиморфных солдат варьируют от 3 до 9 мм. Размер самок и самцов около 1 см. По окраске сходен Messor ponticus, обычно темнее чем Messor ibericus, Messor mcarthuri и Messor structor. Отличается от M. ibericus, M. mcarthuri и M. ponticus основанием скапуса усика с округлой лопастью, длинным первым члеником жгутика усика, грубой скульптурой мезоплеврона, от M. ponticus отличается обильным опушением на боках головы. Поверхность 1-го тергита брюшка менее бугристая, чем у M. ibericus и M. mcarthuri, сходна с M. structor и M. ponticus.

## Таксономия
Имеет сложную таксономическую историю. Вид был впервые описан в 1849 году под названием Myrmica mutica Nylander, 1849, в дальнейшем включался в состав родов Aphaenogaster и Stenamma, был подвидом у Messor structor, синонимом под Messor rufitarsis или Messor structor.
Ранее под названием Messor «structor» (Latreille, 1798) понимался целый комплекс видов, который
в 2018 году в ходе молекулярно-генетических исследований ДНК и симбионтов Wolbachia был разделён на 5 отдельных видов: Messor structor (Австрия, Болгария, Чехия, Франция, Венгрия, Румыния, Словения), M. ibericus  Santschi, 1925 (Болгария, Хорватия, Франция, Германия, Греция, Италия, Румыния, Словения, Испания, Швейцария), M. muticus  (Nylander, 1849) stat.rev. (Армения, Казахстан, Кыргызстан, Румыния, Россия, Украина), и два новых для науки вида, M. ponticus  sp.n. (Болгария, Румыния, Турция, Украина) и M. mcarthuri  sp.n. (Греция, Турция).
В 2018 году один из прежних синонимов, таксон Messor clivorum Ruzsky был восстановлен в самостоятельном видовом статусе (Steiner et al., 2018) и, предположительно, все северные популяции Messor muticus в России (Поволжье) принадлежат к этому криптическому виду M. clivorum, морфологически не отличимому. В той же работе таксон Messor tataricus, судя по ареалу и по данным 2018 года может быть или Messor ponticus или Messor muticus. Оригинальное описание M. tataricus фрагментарно, а типы утеряны, поэтому предложено рассматривать M. tataricus в статусе nomen dubium (название сомнительное или неопределённое).